# Raimon Portell i Rifà
Raimon Portell i Rifà (Barcelona, 1963) és un escriptor i professor català.

## Biografia
Nascut l'any 1963 a la ciutat de Barcelona, estudià Filologia. Ha col·laborat a les revistes Viajes National Geographic, El Mundo de los Pirineos, Descobrir Cuina i Sàpiens. Guanyà dos premis de periodisme i fou director de la revista Descobrir Catalunya i cap de redacció d'Infància i director adjunt d'Altaïr. A banda de novel·les, publicà diversos llibres de viatges, com ara: Una cançó de Cap Verd, L'ombra de Venècia i El somni del jaguar. L'any 2006 guanyà el Premi Crítica Serra d'Or de Literatura Infantil i Juvenil, en categoria infantil, per Vull una corona!.
Entre 2017 i 2019 publicà la trilogia de novel·les La llum d'Artús. La primera d'elles, Camins de nit (2017), fou guardonada amb el Premi Protagonista Jove de 2017. La segona, Camins d'aigua (2018), rebé el Premi Llibreter de narrativa, en categoria de literatura infantil i juvenil de literatura catalana, i el Premi Nacional de literatura infantil i juvenil de les Lletres Espanyoles, ambdós de 2019. La tercera i darrera, fou Camins d'hivern (2019). Les tres obres, en el seu conjunt, reberen el Premi Crítica Serra d'Or de Literatura Infantil i Juvenil, en categoria juvenil, de 2020.
El seu llibre Manual de versos dispersos [amb un polissó] ha rebut el I Premi de Poesia per a Infants Rosa Sensat, 2024.

## Obres
- El somni del jaguar (1998, llibre de viatges)[8]
- Pirineu català, amb el fotògraf Carlos Moisés García (2004)[9]
- Vull una corona!, il·lustrat per Ignasi Blanch (2005)[10]
- Una cançó de Cap Verd (2006, novel·la de viatges)[11]
- L'ombra de Venècia (2006, novel·la de viatges)[11]
- Els mestres de la República, amb Salomó Marquès (2006)[12]
- Els mestres de la República en imatges, amb Salomó Marquès (2007)[13]
- Marta Mata. El camí de l'escola (2007)[14]
- Mare de Déu, quina escola!, amb Salomó Marquès (2008)[8]
- La por del passadís, il·lustrat per Sergi Portela (2014)[15]
- Col·lecció Els Tiki-Taka (4 vol.), amb Joan Portell, il·lustrat per Danide (2014-2016):
  - La pilota robada[16]
  - Les magdalenes també juguen[17]
  - No ho expliquis a ningú[18]
  - Torneig de Carnaval[19]
- El millor dia de la meva vida, il·lustrat per Joma (2017)[20]
- La llum d'Artús (trilogia):[7]
  - Camins de nit (2017)[21]
  - Camins d'aigua (2018)[22]
  - Camins d'hivern (2019)[23]
- On és? (2021)
- Una balada del mar del nord (2022)
- El meu avi (2022)
- Crits de guerra (2024)
- Manual de versos dispersos [amb un polissó], il·lustrat per Gerard Sancho (2024)
- Fins que estan sols, il·lustrat per Valentí Gubianes (2024)
- Només el vent (2025)

## Premis
- Premi Crítica Serra d'Or de Literatura Infantil i Juvenil - categoria infantil 2006, per Vull una corona!.[4]
- Premi Llibreter - categoria literatura infantil i juvenil de literatura catalana 2019, per Camins d'aigua.[24]
- Premi Nacional de literatura infantil i juvenil de les Lletres Espanyoles 2019, per Camins d'aigua.[25]
- Premi Crítica Serra d'Or de Literatura Infantil i Juvenil - categoria juvenil 2020, per la trilogia La llum d'Artús.[7]